# Kraljevec na Sutli
Kraljevec na Sutli is een gemeente in de Kroatische provincie Krapina-Zagorje.
Kraljevec na Sutli telt 1815 inwoners (2001). De oppervlakte bedraagt 27 km², de bevolkingsdichtheid is 67,2 inwoners per km².

## Plaatsen in de gemeente
- Draše - 123 inwoners (cijfers 2011)
- Gornji Čemehovec - 125
- Kačkovec - 152
- Kapelski Vrh - 104
- Kraljevec na Sutli - 377
- Lukavec Klanječki - 64
- Movrač - 135
- Pušava - 28
- Radakovo - 505
- Strmec Sutlanski - 110

Steden (gradovi): Krapina · Donja Stubica · Klanjec · Oroslavje · Pregrada · Zabok · Zlatar

Gemeenten (općine): Bedekovčina · Budinščina · Desinić · Đurmanec · Gornja Stubica · Hrašćina · Hum na Sutli · Jesenje · Kraljevec na Sutli · Krapinske Toplice · Konjščina · Kumrovec · Marija Bistrica · Lobor · Mače · Mihovljan · Novi Golubovec · Petrovsko · Radoboj · Sveti Križ Začretje · Stubičke Toplice · Tuhelj · Veliko Trgovišće · Zagorska Sela · Zlatar-Bistrica